# Старые Валки
Ста́рые Ва́лки (укр. Старі Валки), село,
Гонтово-Ярский сельский совет,
Валковский район,
Харьковская область.
Код КОАТУУ — 6321282008. Население по переписи 2001 г. составляет 99 (44/55 м/ж) человек.

## Географическое положение
Село Старые Валки находится на левом берегу реки Мжа, ниже по течению расположены: село Круглик, в 4-х км — г. Валки; на противоположном берегу расположено село Кузьмовка.

## История
- 1663 — дата основания.
- В 1940 году, перед ВОВ, в Старых Валках были 150 дворов,[1] школа, две ветряные мельницы и сельсовет.

## Достопримечательности
- Братская могила советских воинов и Памятный знак воинам-односельчанам. Похоронено 24 чел.